# Semicantone
La parola semicantone (ted. Halbkanton, fr. demi-canton) viene comunemente utilizzata in Svizzera per indicare sei cantoni che, pur avendo un'autonomia pari a quella degli altri venti, hanno solo la metà del peso nelle votazioni federali:
- Obvaldo
- Nidvaldo
- Appenzello Esterno
- Appenzello Interno
- Basilea Città
- Basilea Campagna

Questi cantoni, nel consiglio degli Stati, hanno un solo voto al posto dei due normalmente previsti; nelle consultazioni popolari, mezzo voto anziché uno (Costituzione federale, art. 142).

## Il termine semicantone

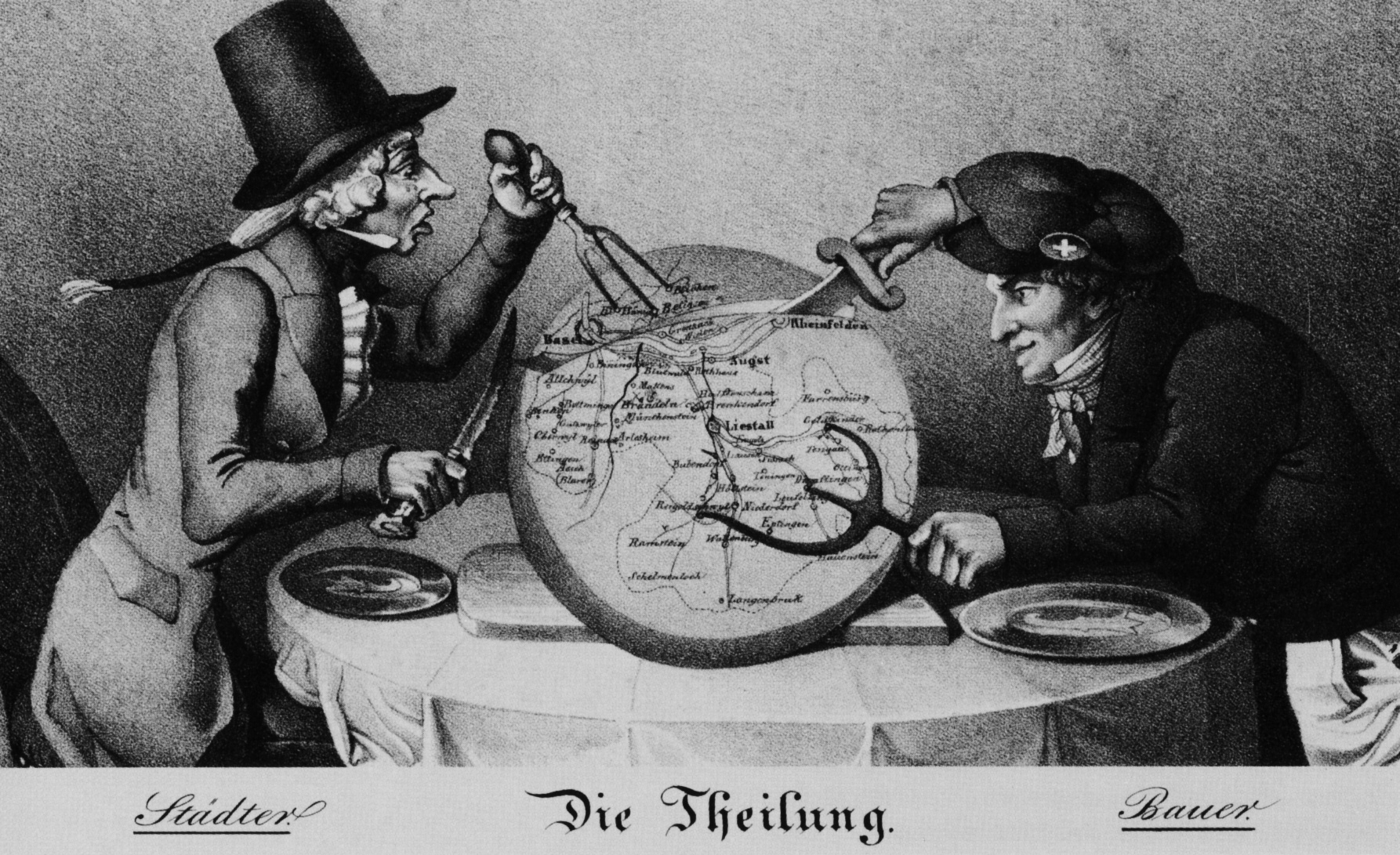
Della separazione del Cantone di Basilea, 1833

Fino all'entrata in vigore della nuova Costituzione il 1º gennaio 2000, il termine di semicantone era la definizione ufficiale di queste sei unità politiche, partendo dal presupposto che i cantoni dovessero essere ventitré; con la nuova carta fondamentale, tuttavia, il termine semicantone è stato soppiantato da cantone (art. 1)  senza che sia stata cambiata la loro situazione giuridica. Nel linguaggio comune, il termine è in ogni caso rimasto ampiamente in uso.

## La divisione dei cantoni di Untervaldo, Appenzello e Basilea
Ciascuno dei sei semicantoni fa coppia con un secondo a formare una delle tre seguenti unità storico-geografiche:
- Untervaldo  si era diviso per ragioni topografiche già nel 1150, quindi anteriormente alle origini della confederazione. Le due unità, che in seguito sarebbero diventate semicantoni, si chiamarono Obvaldo e Nidvaldo. Dal tedesco Wald, 'bosco', si possono dedurre le ragioni della divisione, dovuta al fatto che le due zone erano separate da una selva. L'Untervaldo, con le sue parti congiunte, diventò in seguito una delle tre Waldstätte che andarono a formare il primo nucleo della Svizzera.
- Dopo la Riforma, nel 1597 il Canton Appenzello si disgiunse in due semicantoni con religioni distinte: Canton Appenzello Esterno (riformato) e Canton Appenzello Interno (cattolico).
- Il Cantone di Basilea fu anch'esso diviso: il Canton Basilea Campagna si separò a causa del predominio aristocratico della città. Nel 1833 venne riconosciuta la sua autonomia, a pari diritto con il Canton Basilea Città: entrambi erano divenuti semicantoni.

Significativo è il fatto che la formazione di semicantoni abbia avuto luogo prima del 1848, anno in cui la nuova Costituzione Federale riduceva di non poco la sovranità cantonale, introducendo tra l'altro una moneta centrale valida per tutta la Svizzera, il franco.
Sia come sia, non sempre le secessioni cantonali hanno portato alla formazione di semicantoni: il Canton Giura si staccò da quello di Berna nel 1979 per raggiungere i pieni diritti.

## Altre secessioni
In passato, nell'ambito cantonale, furono imperfettamente operate delle secessioni anche altrove, sempre nella Svizzera tedesca:
- Nel Canton Svitto ci fu una divisione territoriale tra distretti conservatori (Innerschwyz) e liberali (Ausserschwyz), ma la scissione fallì dato che fu ben presto contrastata dalla Dieta federale; la divisione in semicantoni durò di fatto solo nel periodo dal 1831 al 1833.
- Nel Cantone di Glarona (1682-1836) si realizzò una dissociazione tra cattolici e protestanti, ma senza divisione territoriale e senza che venissero istituiti formalmente dei semicantoni:  si distingueva tra cittadini del «Protestantisch-Glarus» e del «Katholisch-Glarus», che facevano capo, in parte, ad organi politici disgiunti come ad esempio nel caso della Landsgemeinde.